# مامیکون مناتساکانیان
مامیکون مناتساکانیان (ارمنی: Մամիկոն Մնացականյան؛ زادهٔ ۱۹۴۲) ریاضی‌دان، و استاد دانشگاه اهل ارمنستان است.